# موریگان آنسلند
موریگان آنسلند (ژاپنی: モリガン・アーンスランド هپبورن: Morigan Ānsurando) (به انگلیسی: Morrigan Aensland) شخصیتی از مجموعهٔ دارک‌استاکرز کپ‌کام می‌باشد. وی از در سال ۱۹۹۴ یعنی زمانی که در دارک‌استاکرز: نایت وریرز برای نخستین بار حضور یافت، در تمامی بازی‌های این مجموعه و محصولات گوناگون مرتبط با این مجموعه حضور یافته‌است. همچنین وی در چندین بازی ویدئویی دیگر خارج از دارک‌استاکرز، مانند اکثر محتویات مارول ورسز کپ‌کام و اس‌ان‌کی ورسز کپ‌کام نیز ظاهر شده‌است. 